# Rachel Keller
Rachel Rye Keller (ur. 25 grudnia 1992 w Saint Paul) – amerykańska aktorka, która wystąpiła m.in. w serialach Fargo i Legion.

## Filmografia
| Rok       | Tytuł                   | Rola                 | Uwagi                |
| --------- | ----------------------- | -------------------- | -------------------- |
| 2012      | Still Adore You         | Cigarette Girl       | film krótkometrażowy |
| 2012      | Flutter                 | Kaylin               | film krótkometrażowy |
| 2014      | Hollidaysburg           | Tori                 | film                 |
| 2015      | Mentalista              | Anne                 | serial, 1 odc.       |
| 2015      | Nie z tego świata       | Siostra Mathias      | serial, 1 odc.       |
| 2015      | Fargo                   | Simone Gerhardt      | serial, 7 odc.       |
| 2016      | Wig Shop                | Shoshana             | film krótkometrażowy |
| 2017–2019 | Legion                  | Sydney „Syd” Barrett | serial, gł. obsada   |
| 2018      | Write When You Get Work | Ruth Duffy           | film                 |
| 2019      | Diddie Wa Diddie        | Janet                | film krótkometr.     |
| 2019      | The Society             | Cassandra Pressman   | serial, 3 odc.       |
| 2019      | W cieniu księżyca       | Jean                 | film Netfliksa       |
| 2020      | Dirty John              | Linda Kolkena        | serial, 8 odc.       |
| 2020      | House Sit               | Catherine            | film krótkometr.     |
| 2021      | The Following Year      | Julia                | film krótkometr.     |
| 2022      | Tokyo Vice              | Samantha             | serial, 8 odc.       |
| 2022      | Butcher's Crossing      |                      | film                 |
| 2022      | Mężczyzna imieniem Otto | Sonya                | film                 |
| 2023      | Chestnut                | Tyler                | film                 |